# Кириллов, Степан Васильевич
Степа́н Васи́льевич Кири́ллов (28 декабря 1910, Никольское, Никольская волость, Енотаевский уезд, Астраханская губерния, Российская империя — 8 сентября 1988, Йошкар-Ола, Марийская АССР, РСФСР, СССР) — советский военный ветеринарный врач. В годы Великой Отечественной войны — начальник ветеринарной службы 77-й гвардейской стрелковой дивизии 69-й армии на 1-м Белорусском фронте, гвардии майор ветеринарной службы. Управляющий Марийским республиканским объединением «Зооветснаб» (1949—1951), председатель Марийского «Племобъединения» (1955—1973). Заслуженный ветеринарный врач Марийской АССР (1965). Трижды кавалер ордена Отечественной войны II степени.

## Биография
Родился 28 декабря 1910 года в с. Никольское ныне Астраханской области России. 
В 1932 году окончил Оренбургский агрозооветеринарный институт.
С 1935 года — в Марийской автономной области: ветеринарный врач в Звениговском районе.
В 1941 году призван в РККА Звениговским районным военкоматом Марийской АССР. Участник Великой Отечественной войны: начальник ветеринарной службы 77-й гвардейской стрелковой дивизии 69-й армии на 1-м Белорусском фронте, военный ветеринарный врач 2 ранга, гвардии майор ветеринарной службы. Демобилизовался из армии в 1946 году. 
Вернулся в г. Йошкар-Олу Марийской АССР: в 1949—1951 годах — управляющий Марийским республиканским объединением «Зооветснаб», в  1951—1954 годах — заместитель министра сельского хозяйства, в  1955—1973 годах — председатель «Племобъединения».
Скончался 8 сентября 1988 года в г. Йошкар-Оле.

## Звания и награды

### Трудовые
- Заслуженный врач Марийской АССР (1965)[1]
- Бронзовая медаль ВДНХ[1]
- Медаль «За доблестный труд. В ознаменование 100-летия со дня рождения Владимира Ильича Ленина» (1970)[1]

### Военные
- Орден Отечественной войны II степени (28.03.1945; 16.06.1945; 06.04.1985)
- Орден Красной Звезды (15.08.1944)
- Медаль «За победу над Германией в Великой Отечественной войне 1941—1945 гг.» (09.05.1945)